# Comuna de Hażlach
Hażlach (polaco: Gmina Hażlach) é uma gminy (comuna) na Polónia, na voivodia de Santa Cruz e no condado de Cieszyński. A sede do condado é a cidade de Hażlach.
De acordo com os censos de 2004, a comuna tem 9708 habitantes, com uma densidade 198 hab/km².

## Área
Estende-se por uma área de 49,02 km², incluindo:
- área agrícola: 72%
- área florestal: 16%

## Demografia
Dados de 30 de Junho 2004:
|                      | Total   | Total | Mulheres | Mulheres | Homens  | Homens |
| -------------------- | ------- | ----- | -------- | -------- | ------- | ------ |
|                      | pessoas | %     | pessoas  | %        | pessoas | %      |
| População            | 9708    | 100   | 4950     | 51       | 4758    | 49     |
| Densidade (pop./km²) | 198     | 100   | 101      | 101      | 97,1    | 97,1   |

De acordo com dados de 2002, o rendimento médio per capita ascendia a 1159,04 zł.

## Comunas vizinhas
- Cieszyn, Dębowiec, Strumień, Zebrzydowice.